# Rajsków
Rajsków – dawna wieś położona poniżej dzielnicy Tyniec, między rzekami Prosną i Swędrnią. Powstanie wsi, którą osadzono na prawie niemieckim datuje się na XIII wiek. W 1827 roku liczył 221 mieszkańców, a w końcu XIX wieku 280. Obecnie tę dzielnicę Kalisza zamieszkuje około 1800 mieszkańców. Dzielnica ma charakter jednorodzinny i rekreacyjny.
Przez teren dzielnicy przebiega obwodnica śródmiejska – Szlak Bursztynowy wraz z dwoma mostami: na rzece Prośnie i na jej dopływie – Swędrni. Rajsków oddzielony jest od południa rzeką Prosną od Zawodzia natomiast od północy, od Tyńca, oddziela go ruchliwa ulica Łódzka. Głównymi ulicami na Rajskowie są: Ciesielska, Dolna, Grobla, Kniejowa, Kowalska, Lajkonika, Murarska, Paprotna, Pionierska, Próżna, Przebierańców, Rajskowska, Rybacka, Rzeczna, Saperska, Stolarska, Wał Jagielloński, Wał Matejki. Rajsków to jedna z ładniejszych dzielnic, za sprawą licznych zielonych terenów i rzek: Prosny i Swędrni. W ostatnim czasie dzielnica dużo zyskała na wyglądzie głównie poprzez wybudowanie wałów powodziowych na prawym brzegu Prosny, a także za sprawą Szlaku Bursztynowego i ścieżki rowerowej. W planach jest również utworzenie plaży miejskiej na prawym brzegu rzeki, oraz utworzenie tam boiska sportowego. Fragment dzielnicy w pobliżu rzeki nadaje się jako teren rekreacyjny.
Włączony w granice administracyjne Kalisza 2 lipca 1976 z gminy Opatówek.